# اعتراف (فیلم ۱۹۹۹)
اعتراف (به انگلیسی: The Confession) فیلمی محصول سال ۱۹۹۹ و به کارگردانی دیوید جونز است. در این فیلم بازیگرانی همچون الک بالدوین، بن کینگزلی، ایمی اروینگ، بوید گینس، آن تومی، ریچارد جنکینز، کوین کانوی، جی او. ساندرس و کریس نوت ایفای نقش کرده‌اند.